# Collegium Nobilium (Olomouc)
Het Collegium Nobilium (soms Collegium Nobilium Olomucensis en Tsjechisch: Stavovská akademie v Olomouci) was een onderwijsinstituut voor de hogere maatschappelijke lagen in de Moravische stad Olomouc. Het Collegium Nobilium heeft van 1725 tot en met 1847 met onderbrekingen bestaan en kan gezien worden als de voorloper van de Technische Universiteit Brno.

## Geschiedenis
Na de Dertigjarige Oorlog was het onderwijs in Moravië stevig in handen van de Jezuïeten. De Jezuïeten stichten in Olomouc een school die 1573 de status universiteit kreeg. De Moravische adel wilde graag dat de vakgebieden die op de universiteit werden aangeboden, voornamelijk theologie en filosofie uitgebreid zouden worden. Ondanks oppositie van de Jezuïeten stond Keizer Leopold I in 1679 toe dat op de universiteit ook seculier recht onderwezen zou worden. De relatie tussen de Jezuïeten en professoren die recht onderwezen was zo slecht, dat de professoren eerst les gaven bij particulieren thuis en later aan het hof in Olomouc. Zij werden betaald door de Moravische adel en sinds 1709 direct door de keizer benoemd. Ondanks dat de jezuïeten de aanwezigheid van de professoren in de periode hierna begonnen te accepteren wilde de adel het onderwijsaanbod nog verder uitbreiden.
Het Collegium Nobilium werd in 1725 opgericht op voorspraak van František Michael Šubíř z Chobyně, de hejtman van Olomouc. Keizer Karel VI was het eens met het voorstel van de adel en op 1 mei 1727 werd begonnen met lesgeven. In eerste instantie waren de lessen aan het Collegium Nobilium bedoeld voor (kinderen van) de adel, ambtenaren en burgers in vakgebieden die niet door de universiteit werden aangeboden. De lessen aan het Collegium Nobilium werden gegeven door de rechtenprofessor (sinds 1732 twee rechtenprofessoren en sinds 1735 drie), die ook aan de universiteit werkte, een ingenieur-professor (zowel civiele als militaire techniek, architectuur, wiskunde, geometrie en cartografie), een talendocent (eerst Frans, sinds 1815 Italiaans en sinds 1829 ook Tsjechisch) en leraren dansen, gymnastiek, schermen en paardrijden. De bouw van een eerste gebouw op de voorburcht in Olomouc (Olomoucké předhradí) voor het Collegium Nobilium werd mogelijk gemaakt door de giften van Leopold Antonín Sak z Bohuňovic, die als laatste nabestaande van zijn familie al zijn eigendommen inzette voor het uitbouwen van het instituut. Vanaf het begin af aan was het Collegium Nobilium een doorn in het oog van de Jezuïeten-universiteit, die het als een concurrent zagen.
In 1778 werd het Collegium Nobilium samen met de universiteit naar Brno verplaatst. Beide instituten keerden in 1782 naar Olomouc terug. Na een jaar werd het Collegium Nobilium door Keizer Jozef II samengevoegd met Weense Theresianum. Maar nadat Keizer Jozef II alle ridderacademies in de Oostenrijkse erflanden had opgeheven sloot het Theresianum haar deuren. Het Collegiun Nibilium zelf werd in 1787 gesloten. In 1791 werd het instituut op verzoek van de adel door Keizer Leopold II heropgericht en was sinds 1793 weer geopend.
De vraag van de edelen of de academie opnieuw naar Brno kon verhuizen werd met de tijd steeds groter. Uiteindelijk werd met de verhuizing in 1843 ingestemd. Tot 1847 werd er nog in Olomouc aan het Collegium Nobilium onderwezen.